# Bibliofilia

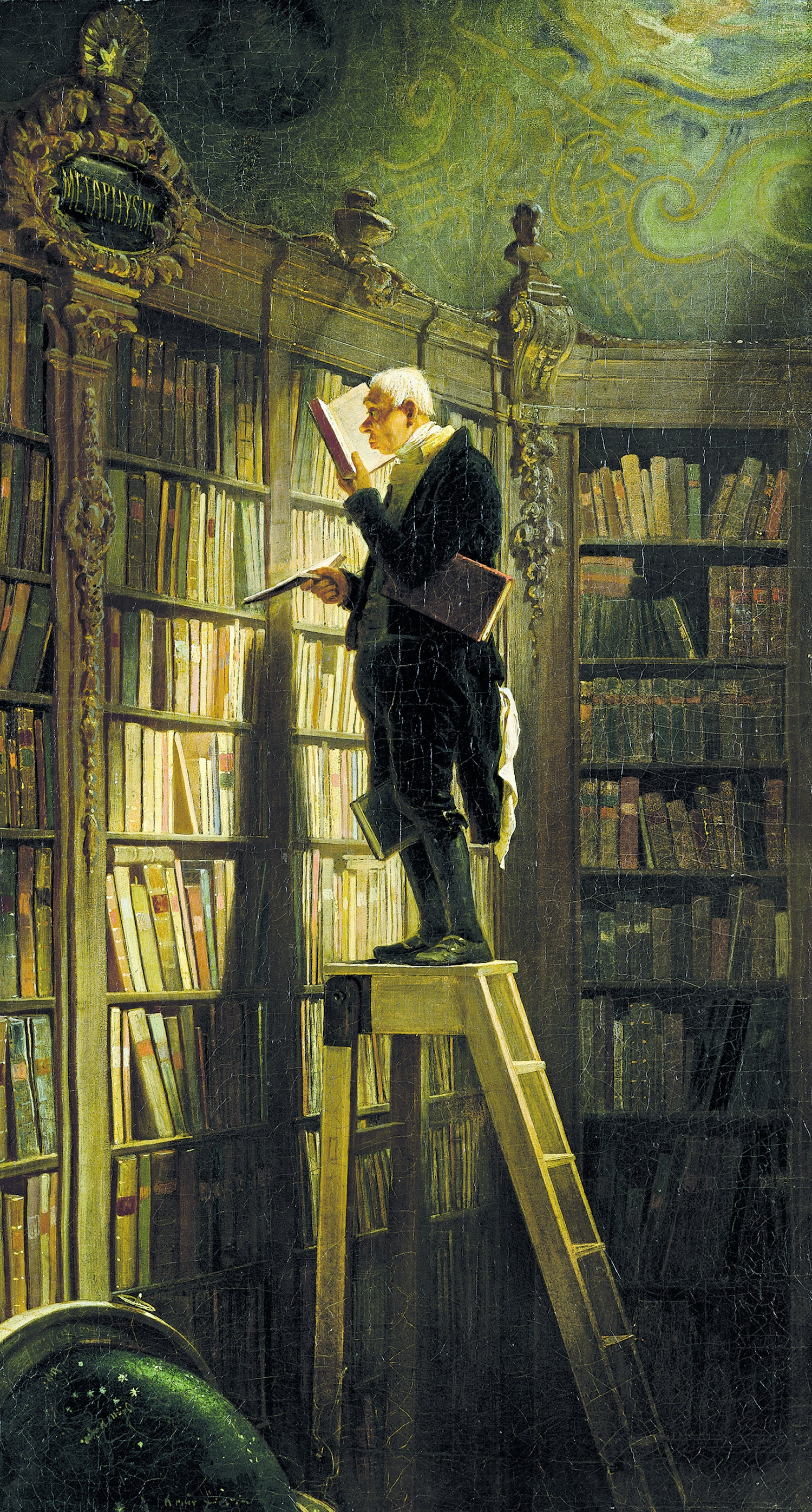
El ratón de biblioteca, de Carl Spitzweg, 1850.

La bibliofilia es el amor por los libros «en razón de su valor histórico o estético, especialmente por los raros y curiosos»; un bibliófilo es un amante o aficionado a las ediciones originales y más correctas de los libros, así como un estudioso y entendido sobre sus libros o el tema sobre el que se basa su colección.

## Criterios
Según el diccionario de Martínez de Sousa, «el valor bibliofílico de un libro se establece según estos tres criterios: interés, belleza y rareza.» Dentro del primero, el interés puede tener motivaciones diferentes: propiedad de un personaje histórico, conseguir una primera edición, contenido peculiar, etc. En lo referente a la belleza, su atractivo estético puede radicar en su encuadernación, la tipografía empleada, las ilustraciones incluidas, etc. Y en el aspecto de la rareza puede radicar en la existencia de pocos ejemplares (por ediciones cortas, desaparición de gran número intencional o accidentalmente) o en el empleo de materiales y técnicas singulares, por mencionar razones más comunes.

## Evolución histórica
La bibliofilia, en el sentido específico que hoy se atribuye a la palabra, de amor al libro como objeto de colección, surge propiamente en los siglos siglo XIV d. C. y XV d. C., con Italia viviendo de pleno el Renacimiento, época en que los humanistas, reyes, príncipes y grandes señores se dedicaron directamente o por medio de agentes especiales, a recorrer países de Europa en busca de manuscritos, cartas, autógrafos, incunables, y otros tipos de libros raros.
El bibliófilo clásico, ejemplificado por Samuel Pepys, es un individuo que ama la lectura, así como el admirar y coleccionar libros, que frecuentemente crea una gran y especializada colección. Sabe, además, distinguirlas e identificarlas ya sea por la pureza de su texto, su tipografía, la calidad del papel y la encuadernación. Los bibliófilos no necesariamente buscan el poseer el libro que aman; como alternativa tienen el admirarlos en antiguas bibliotecas. Sin embargo el bibliófilo es frecuentemente un ávido coleccionista de libros, algunas veces buscando erudición académica sobre la colección, y otras veces poniendo la forma por sobre el contenido con un énfasis en libros caros, antiguos o raros, primeras ediciones, ediciones príncipe, libros con encuadernación inusual o especial, ilustres procedencias y copias autografiadas.
Aunque rara vez están presentes en la historia de la bibliofilia, también han existido mujeres coleccionistas de libros. Dado que se trata de una pasión que implica asimismo una alta disponibilidad económica, son casi siempre mujeres de las élites, reinas y aristócratas, que llegaron a reunir importantes colecciones, por ejemplo la reina Isabel I de Castilla, Margarita de Austria, Isabel de Farnesio o Bárbara de Braganza. Entre las nobles se puede destacar a Mencía de Mendoza, la condesa de Oñate, la duquesa de Aveiro o la condesa de Montijo. La ausencia de mujeres bibliófilas se debe a un factor cultural, pues muchas de ellas no sabían leer. A pesar de los factores culturales que las rodeaban, se sabe de la existencia de bibliotecas femeninas, que estaban conformadas por una gran cantidad de libros; sin embargo, existe una problemática para el estudio de estas bibliotecas, porque están ligadas a la herencia masculina. 
Los bibliófilos se agrupan con frecuencia en Sociedades como la prestigiosa «Association Internationale de Bibliophilie», auténtica Academia Internacional en la que anualmente se reúnen los más sabios investigadores y los más acaudalados coleccionistas, y otras de carácter más local como la Sociedad de Bibliófilos Chilenos fundada en 1945. Existen bibliófilos que han tenido un papel relevante en la cultura de sus países como Antonio Cánovas del Castillo, político e historiador español de la segunda mitad del siglo XIX d. C. o Carlos Manuel de Trelles que fue un cubano que amó los libros y creó tradición en su país[cita requerida].
Por otra parte, en nuestros días el coleccionismo de libros antiguos, como en el caso del arte y de otras antigüedades, es un instrumento alternativo de inversión con un mercado internacional que, a pesar de su discreción, ocupa el tercer puesto en la cifra de negocio de las grandes casas de subastas internacionales tras la pintura y la escultura.

## Bibliofilia y bibliomanía
El término bibliófilo puede aplicarse algunas veces a una persona que tiene una predilección obsesiva por los libros, tal vez alcanzando un grado de bibliomanía. Esto se observa con frecuencia en acaparadores compulsivos, que se identifican por el hecho de que poseen un número siempre creciente de libros que no han leído, considerando el número de los que poseen y que sí han leído.